# Tim Cone
Earl Timothy Cone, detto Tim (Oregon, 14 dicembre 1957), è un allenatore di pallacanestro statunitense, tecnico dei Barangay Ginebra San Miguel e  commissario tecnico  della nazionale filippina.

## Biografia
Nato negli Stati Uniti, Cone si è trasferito nelle Filippine a nove anni insieme alla sua famiglia. A diciotto anni torna nel suo paese di nascita per studiare al Menlo College in California prima di tornare di nuovo nelle Filippine. 

## Carriera
Inizia la sua carriera da allenatore nel 1989 con gli Alaska Aces. Tra il 2011 e il 2015 è allenatore della Purefoods. Dal 2015 allena i Barangay Ginebra Kings.
È l'allenatore più vincente della storia della PBA con 25 titoli oltre ad aver vinto cinque volte il premio Allenatore dell'Anno e 2 Grand Slam (vittoria di tutte e tre le conference della Philippine Basketball Association).

### Tecnico della nazionale filippina
Nel 1998 guida le Filippine al bronzo nei Giochi asiatici di quell'anno. Dal 2023 torna alla guida della nazionale asiatica dopo la disastrosa campagna del collega Chot Reyes ai Mondiali di pallacanestro svolti proprio nelle Filippine. Con poco preavviso e sorprendendo tutti vince l'oro ai Giochi asiatici.
L'anno successivo, sfiora l'impresa al torneo preolimpico a Riga, battendo i padroni di casa della Lettonia, allora numero sei del ranking FIBA e perdendo in una gara combattuta contro il Brasile.